# Via oral
La via oral o administració oral és la forma d'administració de fàrmacs més habitual.
La major part dels fàrmacs administrats via oral busquen una acció sistèmica, després d'un procés previ d'absorció entèrica. En l'absorció oral intervenen factors dependents de l'individu i altres dependents dels fàrmacs que influiran en la major o menor eficàcia del fàrmac administrat. Així mateix, la via oral és motiu freqüent d'interaccions farmacològiques, article que s'aconsella consultar per conèixer la importància de factors com el pH, prenent o no aliments, tipus d'aquests, velocitat del trànsit intestinal, o molts altres que poden influir en l'absorció d'un fàrmac.
Els preparats farmacèutics orals, se solen dividir em formes líquides i formes sòlides.

## Formes líquides
Les formes orals líquides no plantegen problemes de disgregació o de dissolució al tub digestiu, la qual cosa condiciona una acció terapèutica més ràpida. Al contrari no estan protegides, en cas de reactivitat, davant els sucs digestius. Resulten d'elecció particularment usada en nens.
Els líquids per a administració oral són habitualment solucions, emulsions o suspensions que contenen un o més principis actius dissolts en un vehicle apropiat. Els vehicles poden ser:
- Aquosos: serveixen per a dissoldre principis actius hidrosolubles. Els més comuns són els xarops (que contenen una alta concentració de sucre, fins i tot un 64% en pes).
- Mucílags: líquids viscosos resultants de la dispersió de substàncies gomoses (goma aràbiga, tragacant, agar, metilcel·lulosa) en aigua. S'usen, sobretot, per preparar suspensions i emulsions.
- Hidroalcohólics: els elixirs són solucions hidroalcohóliques (25% alcohol) edulcorades utilitzades per dissoldre substàncies solubles en aigua i alcohol.

Aquestes formes líquides poden contenir també substàncies auxiliars per a la conservació, estabilitat o el camuflament del sabor del preparat farmacèutic (conservants, antimicrobians, antioxidants, tampons, solubilitzants, estabilitzants, aromatitzants, edulcorants i colorants autoritzats).
Les formes farmacèutiques líquides per a administració oral més usuals són:

### Gotes
Són solucions en les quals el principi actiu està concentrat.

### Xarops
Forma farmacèutica que consisteix en una solució aquosa amb alta concentració de carbohidrats tals com la sacarosa, el sorbitol, la dextrosa, etc.; de consistència viscosa, en la qual es troba dissolt el o els principis actius i additius.

### Tisanes
Les tisanes són infusions amb baixa concentració de principis actius.

### Elixirs

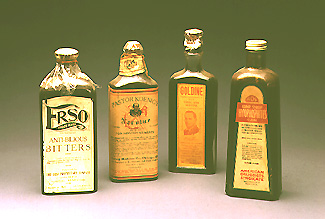
Elixirs de principis de segle.

Forma farmacèutica que consisteix en una solució hidroalcohòlica, que conté el o els principis actius i additius; conté generalment substàncies per donar saber, així com aromatitzants. El contingut d'alcohol pot ser del 5 al 18 per cent.

### Suspensions
Són barreges heterogènies formades per un sòlid en pols (solut) o petites partícules no solubles (fase dispersa) que es dispersen en un medi líquid (dispersant). Sòlid en líquid que no és soluble en aquest.
Suspensió extemporàniaAquella que, per la seva poca estabilitat, es prepara en el moment de ser administrada.

### Vials bevibles

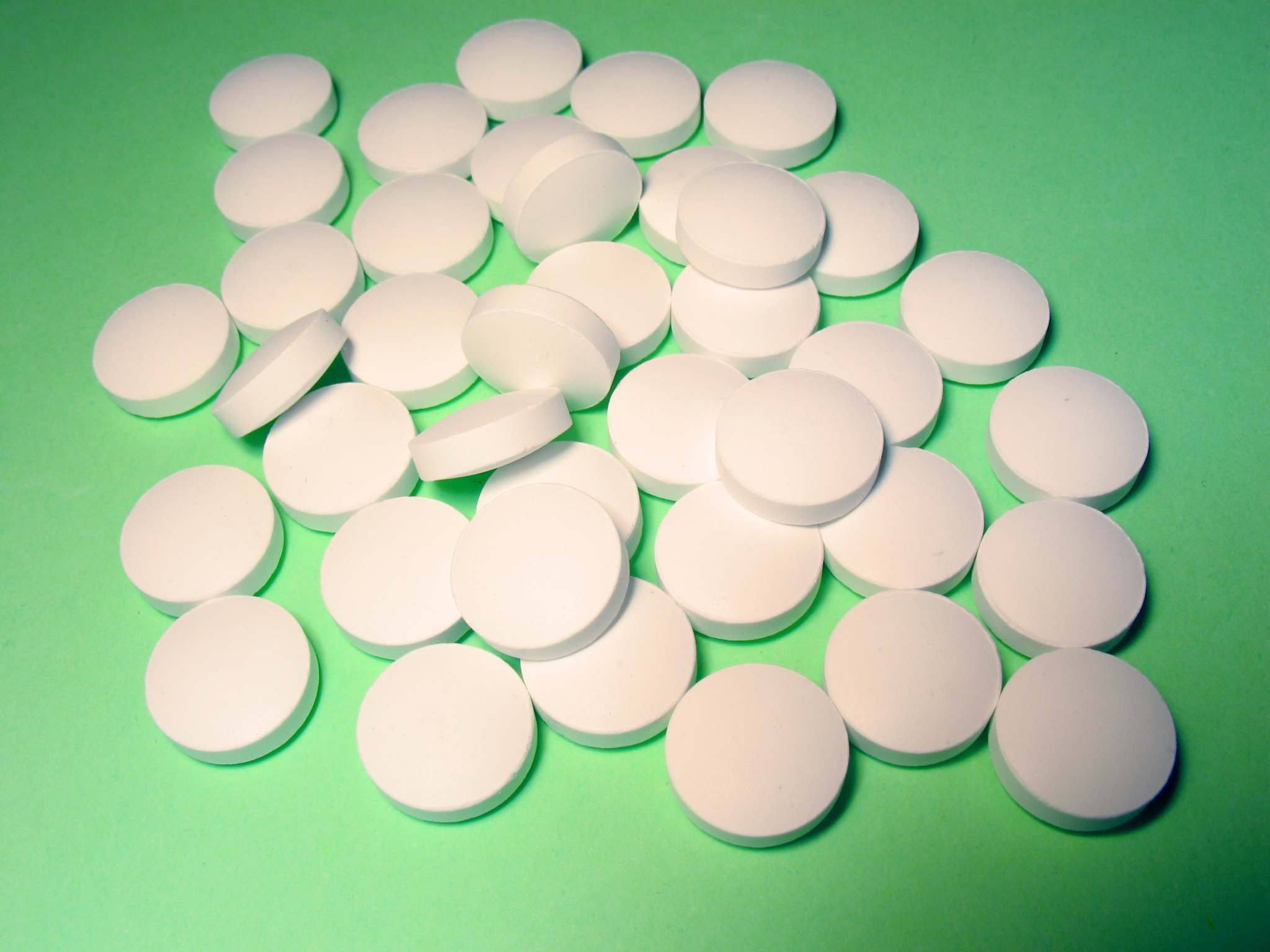
Comprimits.

## Formes sòlides
Les formes orals sòlides, presenten una major estabilitat química a causa de l'absència d'aigua, el que els confereix temps de reposició més llargs. A més, aquestes formes galèniques permeten resoldre possibles problemes d'incompatibilitats, emmascarar sabors desagradables i fins i tot regular l'alliberament dels principis actius.
Les formes farmacèutiques sòlides més freqüents per a administració oral són:

### Comprimits
Formes farmacèutiques sòlides que contenen, en cada unitat, un o diversos principis actius. S'obtenen aglomerant-se, per compressió, un volum constant de partícules. S'administren generalment per deglució, encara que es poden donar altres possibilitats.

### Càpsules
Les càpsules són preparacions de consistència sòlida formades per un receptacle dur o tou, de forma i capacitat variable, que contenen una unitat posològica de medicament. Aquest contingut pot ser de consistència sòlida, líquida o pastosa i estar constituït per un o més principis actius, acompanyats o no d'excipients. El receptacle es desfarà per l'acció dels sucs gàstrics o entèrics, segons la formulació, alliberant llavors el principi actiu.

### Granulats
Agregats de partícules en pols que inclouen principis actius, sucres i coadjuvants diversos. Es presenten en forma de petits grans de grossor uniforme, forma irregular i més o menys porositat. Existeixen granulats de diferents tipus: efervescents, recoberts, gastroresistents i d'alliberament modificat.

### Segells
Són càpsules amb un receptacle de midó. Pràcticament, han estat desplaçats per les càpsules dures.

### Píndoles
Preparacions sòlides i esfèriques, destinades a ser deglutides íntegrament. Cada unitat conté un o més principis actius interposats en una massa plàstica. Es troben en franc desús havent estat desplaçades pels comprimits i càpsules.

### Pastilles
Són pastilles per a desfer-se a la cavitat bucal. Es diferencien de les píndoles per la mida i dels comprimits per la tècnica d'elaboració. Els seus constituents principals són la sacarosa, un aglutinant i un o més principis actius.

### Pastilles oficinalsotrociscos
Presenten una consistència semi-sòlida i estan constituïdes primordialment pels principis actius i goma aràbiga com a aglutinant. Solen recobrir-se, per a la seva millor conservació, amb parafina o sucre en pols (gebrat). S'empren per a la vehiculització d'antitussígens i antisèptics pulmonars.

### Liofilitzats
Són preparacions farmacèutiques que es condicionen en forma de dosis unitàries i es liofilitzen a continuació. Són formes molt poroses i hidròfiles i fàcilment dispersables en aigua.

## Administració sublingual
Una forma especial d'administració oral és la via sublingual. En aquesta via normalment, s'utilitzen comprimits que es dissolen sota de la llengua absorbint-se directament. Té l'inconvenient de ser exclusivament permeable al pas de substàncies no iòniques, molt liposolubles. Això fa que només puguin administrar-se per aquesta via fàrmacs de gran potència terapèutica com la nitroglicerina o l'isosorbide.
S'utilitza per aconseguir una acció terapèutica ràpida o per a fàrmacs que tinguin un alt grau de metabolització hepàtica, es degradin pel suc gàstric o no siguin absorbits per via oral. No obstant això també es troben al mercat presentacions per comoditat de l'usuari. (Vegeu la formulació Flas a l'epígraf d'innovacions galèniques).